# Hermolao de Macedonia
Hermolao (en griego antiguo: Ἑρμόλαος, romanizado: Hermolaos), fue un joven macedonio adscrito al servicio de Alejandro Magno, condenado a muerte en el 327 a. C. como consecuencia de la conjura de los pajes.

## Biografía
Hijo de Sópolis (probablemente iliarca, es decir, comandante de un escuadrón de caballería), Hermolao era un joven paje real (pais basilikos), antiguo alumno de Calístenes, como probablemente lo eran todos los pajes macedonios. La relación entre Hermolao y Calístenes se ha enfatizado indebidamente para implicar a este último en la conspiración de los pajes.
En el año 327 a. C., durante una cacería en Bactriana, Hermolao, que entonces tenía 17 o 18 años, asestó el primer golpe a un jabalí que embestía al rey, prerrogativa reservada a éste. Fue castigado a latigazos y privado de su caballo, como era costumbre en el reino de Macedonia cuando un paje cometía un delito. Profundamente ofendido, conspiró contra el rey con otros ocho pajes para que asesinaran a Alejandro mientras dormía. Según la versión de Quinto Curcio Rufo, el amante de Hermolao, Sóstrato, le convenció para que se uniera a un complot contra el rey. Traicionado por algunos de sus cómplices y repudiado por su propio padre, Hermolao fue detenido, juzgado y condenado a muerte por lapidación. Quinto Curcio afirma que los propios pajes dieron muerte a Hermolao y a sus cómplices.
Sea cual sea la ofensa cometida contra Hermolao tras la partida de caza, esta conspiración es sintomática de las tensiones entre Alejandro y sus seguidores, y la franja más conservadora de la aristocracia macedonia.